# Lindisfarne (band)

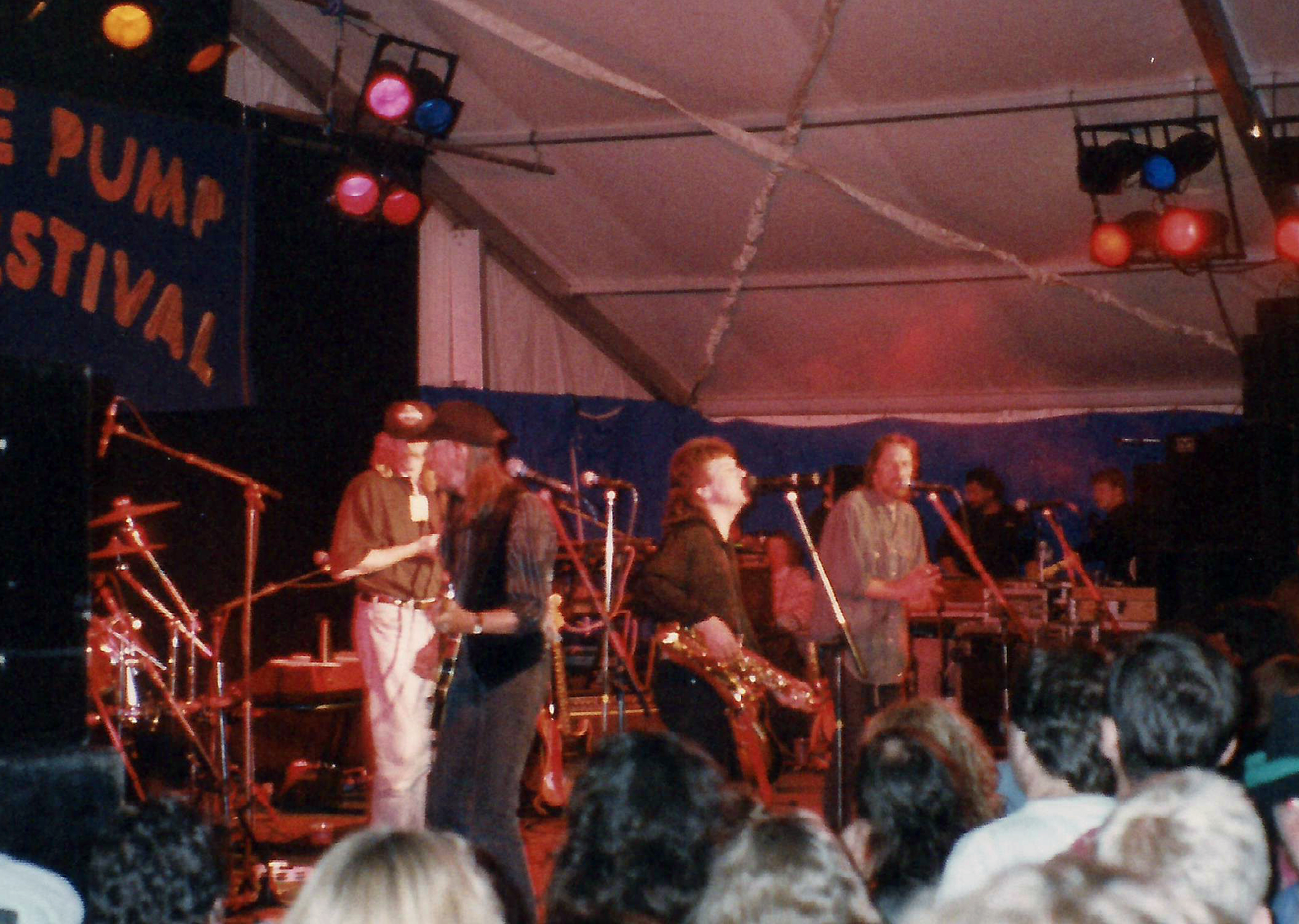
Lindisfarne in 1991

Lindisfarne was een band uit Newcastle upon Tyne, Engeland, die vooral begin jaren zeventig diverse hits had. Met het overlijden van Alan Hull in 1995 kwam er een eind aan de band. De band speelde een vrolijke variant van folkrock, afgewisseld met af en toe wat melancholie. Ze waren met name in Engeland en Duitsland populair.

## Begin
Lindisfarne is ontstaan uit de plaatselijke band Downtown Faction, later omgedoopt tot Brethren. Helaas was die naam al aangenomen door een Amerikaanse band; uiteindelijk kwamen ze uit op Lindisfarne, naar het gelijknamige eiland. De oorspronkelijke bandleden:
- Alan Hull – zang, gitaar, piano
- Simon Cowe (Jesmond Dene nabij Newcastle, 1 april 1948) – gitaar, mandoline en banjo
- (Lindsay) Ray Jackson (Wallsend, 12 december 1948) – mandoline, mondharmonica
- Rod (Roderick Parry) Clements (North Shields, 17 november 1947[1]) – basgitaar en viool
- Ray (Raymond) Laidlaw (North Shields, 28 mei 1948)

Ze vallen al direct op in het clubcircuit en komen onder de aandacht van Tony Stratton-Smith van Charisma Records (1969). Hun eerste album Nicely out of Tune, waarop ook de singles Clear White Light en Lady Eleanor, verkoopt nauwelijks. Het album Nicely out of Tune is gekozen omdat ze nogal afwijkend van de toenmalige muzieksmaak. De liveconcerten gaan echter door en ze krijgen een grote schare fans in het Verenigd Koninkrijk.

## Succes
Hun tweede album wordt geproduceerd door Bob Johnston, een man die wat meer gespecialiseerd is in hun muziek. Het is een schot in de roos. In het Engelstalige gebied is het album heel populair en wordt het goed verkocht. In 1971 behaalt het de eerste plaats in de Engelse albumlijst. Ze worden dermate populair dat Ray Jackson zelfs mee mag spelen op het album Every Picture Tells a Story van Rod Stewart. Meer bepaald op de single Maggie May speelt hij het wereldberoemde mandoline-deuntje waarvoor hij een schamel honorarium ontvangt. Hij wordt daar de man uit Lindisfarne genoemd, zijn naam ontbreekt. Hun debuutalbum wordt opnieuw uitgegeven en surft mee op het net gewonnen succes (top 10 van de albumlijsten). Ze worden ook steeds meer bekend als liveband met een vaste schare fans. Volgens velen lijkt de stem van Alan Hull wel op die van Bob Dylan.
Bij het derde album Dingly Dell beginnen de problemen. Het wordt ook geproduceerd door Johnston maar Lindisfarne is niet tevreden met het resultaat en mixt het album zelf opnieuw. In Engeland werd het verkocht in een hardboard hoes, in de rest van de wereld in een gewone platenhoes. Het haalt nog wel de top 10 van de albumlijsten en de single All fall down is een Engelse top 40 hit, de tweede single (Court in the Act) verkocht niet of nauwelijks. Na een teleurstellende tour in Australië lopen de spanningen in de band op en Hull ontbindt Lindisfarne. Na wat heen en weer getrek mogen Hull en Jackson de naam Lindisfarne houden. De anderen gaan door onder de naam Jack the Lad.

## MK2
Lindisfarne wordt opnieuw opgericht en ziet er dan zo uit:
- Alan Hull
- Ray Clements
- Tommy Duffy – basgitaar
- Kenny (Kenneth) Craddock (Wrekenton, Gateshead, 18 april 1950, † 2002) – toetsen
- Charlie Harcourt – gitaar
- Paul Nicolls – drums

Men heeft nog overwogen Phil Collins van Genesis als drummer te vragen. Genesis was toen ook verbonden aan het platenlabel Charisma. MK2 was niet succesvol. De beide albums verkopen matig en ook de singles doen niets. In 1975 komt er een eind aan Lindisfarne. Voor hun vaste schare fans geeft Lindisfarne met Kerstmis nog jaarlijks concerten in de Newcastle Music Hall die altijd uitverkocht zijn.
Harcourt en Jackson gaan naar Harcourt’s Heroes; Hull naar Radiator en maakt soloalbums.
De populariteit blijft door de concerten groot en in 1977 komt de band weer bij elkaar. Door hun bekendheid mogen ze via Phonogram Records een album opnemen: Back and Fourth (heen en weer). Het wordt net als de daarvan afgehaalde single Run for home een onverwacht succes. Ook in Nederland wordt de groep nu bekend bij het groter publiek en wordt Run for home een  hitje. Het nummer gaat over het fijne gevoel thuis te zijn, na lange tournees. Het volgend album (News) verkoopt weer eens niet en Lindisfarne staat weer op straat, na het uitbrengen van een livealbum.

## Magere jaren
Na het succes van Back and Fourth zakt het in. Lindisfarne treedt af en toe op in wisselende samenstellingen en met wisselend succes. Er komen wel albums uit maar Lindisfarne is ingehaald door de tijd en andere muziekstromingen. Ineens verschijnt er dan aan het begin van de jaren tachtig weer een album Sleepless Nights, dat redelijk verkoopt. De groep staat in het voorprogramma van Bob Dylan en Santana bij een concert in St. James' Park, de thuisbasis van “hun” Newcastle United. Zo vlug als het kleine succes komt, zo is het ook weer weg. Ze blijven echter hardnekkig hun kerstconcerten geven. 1990 nemen ze hun Fog on the Tyne opnieuw op met de dan Newcastle voetballer Paul Cascoigne en dat komt weer hoog in de Engelse hitlijst. Daarna is het eigenlijk afgelopen. Lindisfarne pruttelt nog wat door. Er ontstaan opnieuw spanningen in de band. Als Hull, de motor achter de band, in 1995 komt te overlijden, komt de band helemaal op een laag pitje te staan. Uiteindelijk wordt op 1 november 2003 definitief de stekker eruit getrokken, na een overvol concert in het Newcastle Opera House. Er wordt een dvd van geperst, die alleen via internet wordt verkocht, met als toepasselijke titel: Time gentlemen Please.
Diverse reïncarnaties van de band in diverse samenstellingen geven nog concerten, Clements bijvoorbeeld met The Ghost of Electricity.
Op 19 november 2005 vindt er reünie plaats ter nagedachtenis aan Alan Hull: een keur aan plaatselijk bekende artiesten doet mee voor het goede doel: The North East Young Musicians Fund. Ook oud-leden van Lindisfarne doen mee.
Lindisfarne was dermate populair, dat er een tribute-band bestaat: Lindisfarne Acoustic.

## Discografie
Singles in de Nederlandse Top 40:
15-04-1972: Meet Me On The Corner (Philips) (Tip)
19-08-1972: Lady Eleanor (Philips)                   (Hoogste positie: 29; notering: 3 weken)
19-08-1978: Run For Home (Mercury)              (Hoogste positie: 22; notering: 5 weken) & Alarmschijf
De lijst is exclusief verzamelalbums:
- 1969: Nicely Out of Tune
- 1971: Fog on the Tyne
- 1972: Dingly Dell
- 1972: Meet me on the corner
- 1972: Lady Eleanor
- 1973: Lindisfarne Live
- 1973: Roll on Ruby
- 1974: Happy Daze
- 1978: Back and Fourth
- 1978: Magic In The Air
- 1978: Run for home
- 1979: The News
- 1982: Sleepless Nights
- 1983: Lindisfarntastic! Live
- 1984: Lindisfarntastic! Two
- 1986: Dance Your Life Away
- 1987: C'mon Everybody
- 1989: Amigos
- 1992: Caught In The Act
- 1993: Day Of The Jackal (ep)
- 1990: Live 1990
- 1993: Elvis Lives on the Moon
- 1996: Another Fine Mess
- 1996: City Songs (BBC sessies)
- 1997: Untapped & Acoustic
- 1997: The Cropedy Concert  (concert uit 1994)
- 1997: Blues From The Bothy (ep)
- 1998: We Can Swing Together (BBC Concert 1971)
- 1998: Dealers Choice (BBC 1973/1974)
- 1998: Here Comes the Neighborhood
- 1999: Live At The Cambridge Folk Festival (Live 1982 & 1986)
- 2000: Buried Treasrues - Rare & Unreleased 1969-2000 BT1/2 waren verzamelalbums
- 2002: Promenade
- 2002: Acoustic
- 2003: Time Gentlemen Please
- 2003: The River Sessions (Live in Glasgow Apollo 1982)